# Saint-Gervais (Valle del Oise)
 Saint-Gervais  es una población y comuna francesa, en la región de Isla de Francia, departamento de Valle del Oise, en el distrito de Pontoise y cantón de Magny-en-Vexin.

## Demografía
| 540 | 591 | 616 | 659 | 665 | 662 | 678 | 668 | 635 | 625 | 649 | 690 | 648 | 648 | 645 | 698 | 650 | 597 | 616 | 584 | 564 | 590 | 536 | 483 | 530 | 550 | 602 | 581 | 597 | 675 | 703 | 893 |
| Para los censos de 1962 a 1999 la población legal corresponde a la población sin duplicidades (Fuente: INSEE [Consultar]) |     |     |     |     |     |     |     |     |     |     |     |     |     |     |     |     |     |     |     |     |     |     |     |     |     |     |     |     |     |     |     |